# کریستین اشتوکلبرگر
کریستین اشتوکلبرگر (زادهٔ ۲۲ مه ۱۹۷۴ میلادی) یک سوارکار زن بازنشستهٔ اهل کشور سوئیس است که مدال طلای درساژ انفرادی را در بازی‌های المپیک تابستانی ۱۹۷۶ بدست آورده‌است.وی به همراه ورزشکار اسکی پرش سیمون آمان تنها ورزشکاران سوئیس بودند که در شش دوره از رقابتهای المپیک:۱۹۷۲، ۱۹۷۶، ۱۹۸۴، ۱۹۸۸، ۱۹۹۶، و ۲۰۰۰ حضور داشتند.